# Triumfetta prostrata
Triumfetta prostrata är en malvaväxtart som beskrevs av D.A. Halford. Triumfetta prostrata ingår i släktet triumfettor, och familjen malvaväxter. Inga underarter finns listade i Catalogue of Life.